# DeKalb County (Alabama)
DeKalb County je okres ve státě Alabama ve Spojených státech amerických. K roku 2010 zde žilo 71 109 obyvatel. Správním městem okresu je Fort Payne. Celková rozloha okresu činí 2 017 km².